# Флаг Приморско-Ахтарска
Флаг муниципального образования Примо́рско-Ахта́рское городское поселение Приморско-Ахтарского района Краснодарского края Российской Федерации — опознавательно-правовой знак, служащий официальным символом муниципального образования.
Флаг утверждён 12 февраля 2008 года и внесён в Государственный геральдический регистр Российской Федерации с присвоением регистрационного номера 4121.

## Описание
«Прямоугольное полотнище с отношением ширины к длине 2:3, состоящее из двух равновеликих вертикальных полос: голубой и зелёной. Поверх полос изображён малиновый равнобедренный треугольник с основанием, отстоящим от нижнего края на 1/9 ширины полотнища и с вершиной, достигающей верхнего края; на полотнище изображены фигуры герба городского поселения: под треугольником — два колоса, на малиновой части — казак на коне из герба района, на голубой, выше треугольника, — осётр и на зелёной, выше треугольника, — утка. Фигуры выполнены белым, жёлтым, красным, чёрным, телесным и голубым цветами».

## Обоснование символики
Флаг разработан на основе герба городского поселения.
Все фигуры символизируют благоприятные природные и климатические условия города Приморско-Ахтарска для жизни населения, а жёлтая (золотая) стерлядь, утка и колосья показывают Приморско-Ахтарск как центр сельскохозяйственного района с развитой пищевкусовой промышленностью.
Казак на белом (серебряном) коне символически отражает Приморско-Ахтарск как бывшую казачью станицу Приморско-Ахтарскую, преобразованную в 1949 году в город.
Малиновый цвет (пурпур) — символ достоинства, цвет кубанского казачества.
Жёлтый цвет (золото) — символ прочности, богатства, величия, интеллекта и прозрения.
Синий цвет аллегорически показывает географическое расположение города Приморско-Ахтарска: это одновременно морской порт и климатическая курортная местность на берегу Азовского моря.
Синий цвет — цвет ясного неба и моря, представляет высоту и глубину, постоянство и преданность, правосудие и совершенство.
Зелёная часть дополняет символику флага и отражает богатую природу, окружающую город.
Зелёный цвет означает процветание, стабильность.
Красный цвет символизирует, жизнеутверждающую силу, мужество, праздник, красоту.
Белый цвет (серебро) — символ простоты, совершенства, мудрости, благородства, мира, взаимопонимания.
Чёрный цвет символизирует благоразумие, мудрость, покой.